# Cosmic Egg
Cosmic Egg is het tweede studioalbum van de Australische hardrockband Wolfmother. Het album verscheen op 23 oktober 2009. Het is de opvolger van het album Wolfmother dat in 2005 werd uitgebracht. De band maakte eind april 2009 de naam van het album bekend.
Opnamesessies waren van november tot december 2008 en april tot mei 2009. Het nummer "Back Round" is opgenomen tussen november en december 2008 en alle andere nummers (standaard- en bonusnummers) tussen 9 april en 30 mei 2009.
Hits zijn "Back Round" (juni 2009), "New Moon Rising" (oktober 2009), "White Feather" (december 2009) en "Far Away" (juni 2010).

## Nummers
1. "California Queen"
2. "New Moon Rising"
3. "White Feather"
4. "Sundial"
5. "In the Morning"
6. "10,000 Feet"
7. "Cosmic Egg"
8. "Far Away"
9. "Cosmonaut" (bonusnummer)
10. "Pilgrim"
11. "Eyes Open"
12. "Back Round" (bonusnummer)
13. "In the Castle" (bonusnummer)
14. "Caroline" (bonusnummer)
15. "Phoenix"
16. "Violence of the Sun"

## Personeel
Wolfmother
- Andrew Stockdale: leadzang, leadgitaar
- Ian Peres: basgitaar, achtergrondzang
- Aidan Nemeth: slaggitaar, piano
- Dave Atkins: drums, strings op "10,000 Feet"

Overig
- Alan Moulder: mix, productie
- Ben Tolliday: basgitaar op "Back Round"

## Hitnoteringen
| "Cosmic Egg" in de Nederlandse Album Top 100 - binnen: 31-10-2009 | "Cosmic Egg" in de Nederlandse Album Top 100 - binnen: 31-10-2009 | "Cosmic Egg" in de Nederlandse Album Top 100 - binnen: 31-10-2009 | "Cosmic Egg" in de Nederlandse Album Top 100 - binnen: 31-10-2009 | "Cosmic Egg" in de Nederlandse Album Top 100 - binnen: 31-10-2009 | "Cosmic Egg" in de Nederlandse Album Top 100 - binnen: 31-10-2009 |
| Week                                                              | 01                                                                | 02                                                                | 03                                                                | 04                                                                |                                                                   |
| ----------------------------------------------------------------- | ----------------------------------------------------------------- | ----------------------------------------------------------------- | ----------------------------------------------------------------- | ----------------------------------------------------------------- | ----------------------------------------------------------------- |
| Nummer                                                            | 14                                                                | 55                                                                | 67                                                                | 86                                                                | uit                                                               |